# Arnold Zweig (Film)
Arnold Zweig ist ein Dokumentarfilm des DEFA-Studios für Dokumentarfilme von Joop Huisken aus dem Jahr 1963.

## Handlung
Arnold Zweig sitzt mit seiner Frau im Garten seines Wohnhauses in Berlin-Niederschönhausen. Beatrice Zweig steht auf und geht ins Haus, um den Kaffetisch zu decken. Einige Zeit später folgt ihr Mann. Ein Blick durch das Zimmer zeigt Bilder der Malerin Beatrice Zweig, sehr viele Bücher, den Schreibtisch mit mehreren Keramik-Figuren darauf und diverse Fotografien, darunter ein Foto von Glogau, der Geburtsstadt Arnold Zweigs, ein Bild mit dem Vater vor dessen Sattlergeschäft und ein Bild seiner Eltern. Weiter geht es mit Bildern aus Kattowitz, wo er einen weiteren Teil seiner Jugend bis zum Abitur verbrachte, was mit Aufnahmen belegt wird.
Nun kommt der Blick auf die ersten Werke von Arnold Zweig, die aus Gedichten und Prosa bestehen:
„Vor Deinem Fenster“ und „Tronende Liebe“ sowie die Erzählungen „Aufzeichnungen über eine Familie Klopfer“ und „Das Kind“ – erschienen im Verlag Kleine Bibliothek Langen München (1911) und „Novellen um Claudia“ (1912). Doch dann kommt der Erste Weltkrieg, auch Arnold Zweig wird Soldat und muss als Landsturmmann an die Front ziehen. Diese Zeit, die ihn zum engagierten Pazifisten macht, wird mit historischen Bildern unterlegt.
Eine Porträtfotografie zeigt ihn nach dem Krieg als Schriftsteller. Seine ersten größeren Romane entstehen. Es sind „Der Streit um den Sergeanten Grischa“ (1928 veröffentlicht); „Junge Frau von 1914“ (Gustav Kiepenheuer-Verlag 1931) und „Erziehung vor Verdun“ (1935 bereits im Exil in Palästina entstanden). Über die Zeit des Exils in Palästina schreibt später der fast erblindete Arnold Zweig mit Hilfe einer Sekretärin seinen Roman „Traum ist teuer“, der 1962 fertiggestellt wird.
Weitere Bilder des Films zeigen historische Unterlagen und Belege seines Lebens, die er zum Teil in einem Archiv im Keller des Hauses in alphabetisch geordneten und beschrifteten Archiv-Kästen deponiert hat. Dazu gehören auch Artikel, die er im Exil verfasste, diverse Porträtaufnahmen und die Einladung Johannes R. Bechers wieder nach Deutschland zurückzukommen. Seine Rückkehr in den Ostteil Berlins 1948 begründet er mit dem Aufbau einer echten deutschen freiheitlichen untyrannischen Kultur. Die hier übernommenen gesellschaftlichen Funktionen nehmen einen großen Raum ein: Seit 1957 Präsident des deutschen P.E.N. Zentrums; Abgeordneter der Volkskammer (1949–1967); Mitglied des deutschen Friedensrates und noch viele andere.
Zum Schluss des Films wird das Wohnzimmer im Wohnhaus am Abend gezeigt. Seine Frau porträtiert den vor ihr sitzenden Schriftsteller mit einer Kohlezeichnung.

## Produktion
Der Schwarzweißfilm Arnold Zweig wurde am 19. April 1963 das erste Mal aufgeführt.